# 1987 v hudbě
Tento článek obsahuje události související s hudbou, které proběhly v roce 1987.

## Narození
- 5. února – Darren Criss, americký zpěvák a herec
- 9. dubna – Jesse McCartney, americký zpěvák a herec
- 3. června – Lalaine Vergara-Paras, americká herečka a zpěvačka
- 9. června – Timmy Trumpet, australský DJ a hudební producent
- 6. července – Kate Nash, britská zpěvačka

## Úmrtí
- 19. května – Miroslav Berka, český klávesista a klavírista skupiny Olympic (* 22. října 1944)
- 2. června – Andrés Segovia, španělský klasický kytarista a hudební pedagog (* 1893)

## Alba
- domácí
  - Futurum – Jedinečná šance
  - Hana Hegerová – Potměšilý host
  - Hana Zagorová – Živá voda
  - Iveta Bartošová – I.B.
  - Karel Gott – Posel dobrých zpráv

- zahraniční
  - Black Sabbath – The Eternal Idol
  - Dead Can Dance – Within the Realm of a Dying Sun
  - Death – Scream Bloody Gore
  - Grateful Dead – In the Dark
  - Guns N' Roses – Appetite for Destruction
  - George Harisson – Cloud Nine
  - INXS – Kick
  - Midnight Oil – Diesel and Dust
  - Mike Oldfield – Islands
  - Pink Floyd – A Momentary Lapse of Reason
  - Prince – Sighn of the Times
  - R.E.M. – Document
  - Roger – Unlimited
  - Swing Out Sister – It's Time to Travel
  - Roger Waters – Radio K.A.O.S.
  - Happy Mondays – Squirrel and G-Man Twenty Four Hour Party People Plastic Face Carnt Smile (White Out)
  - Element of Crime – Try to be Mensch
  - John Cale – Even Cowgirls Get the Blues
  - Enya – Enya
  - The Sisters of Mercy – Floodland
  - The Smiths – Strangeways, Here We Come
  - Sonic Youth – EVOL
  - Bruce Springsteen – Tunnel of Love
  - Terence Trent d'Arby – Introducing the Hardline According to Terence Trent d'Arby
  - U2 – The Joshua Tree
  - Suzanne Vega – Solitude Standing
  - XTC – Chips from the Chocolate Fireball
  - Modern Talking – Romantic Warriors

## Hity
- domácí
  - Hana Hegerová – „Levandulová“
  - Jakub Smolík – „Až se ti jednou bude zdát“
  - Jiří Zmožek – „Už mi, lásko, není dvacet let“
  - Karel Gott – „Zůstanu svůj“
  - Dalibor Janda – „Kde jsi“
  - Jitka Zelenková – „Bez lásky láska není“
  - Katapult – „Modrý z nebe“

- zahraniční
  - Billy Vera & The Beaters – „At This Moment“
  - Bruce Hornsby & The Range – „Mandaline Rain“
  - Chris Debough – „Lady in Red“
  - Grateful Dead – „Toutch of Gray“
  - Guns N' Roses – „Sweet Child O' Mine“
  - Prince – „Sign of the Times“
  - Roger – „I Wanna be Your Man“
  - Swing Out Sister – „Twilight World“
  - Swing Out Sister – „Break Out“
  - Pet Shop Boys – „Always on My Mind“
  - Pet Shop Boys – „Go West“
  - Communards – „Never Can Say Goodbye“
  - M.A.R.R.S. – „Pump Up the Volume“
  - Black – „Wonderful Life“
  - Los Lobos – „La Bamba“
  - Michael Jackson – „Bad“
  - Mike Oldfield, Bonnie Tyler – „Islands“
  - U2 – „With or Without You“
  - Depeche Mode – „Strangelove“

## Hudební film
- zahraniční
  - Dirty Dancing (Hříšný tanec)

## Ceny
- Grammy: Nejlepší výkon v kategorii Hard Rock/Metal; Jethro Tull – Crest of a Knave